# Linggana
Linggana é um gênero de mariposa pertencente à família Acrolophidae.